# Shringasaurus

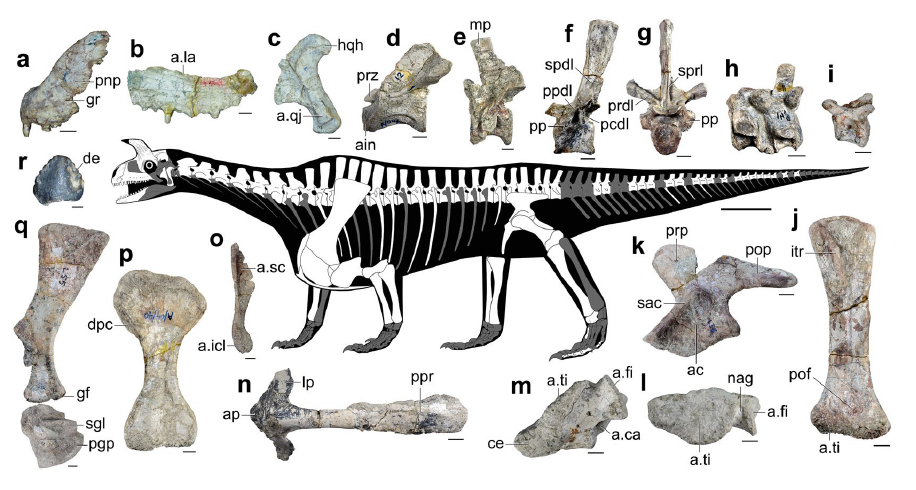
Restauração do esqueleto e vários ossos de Shringasaurus.

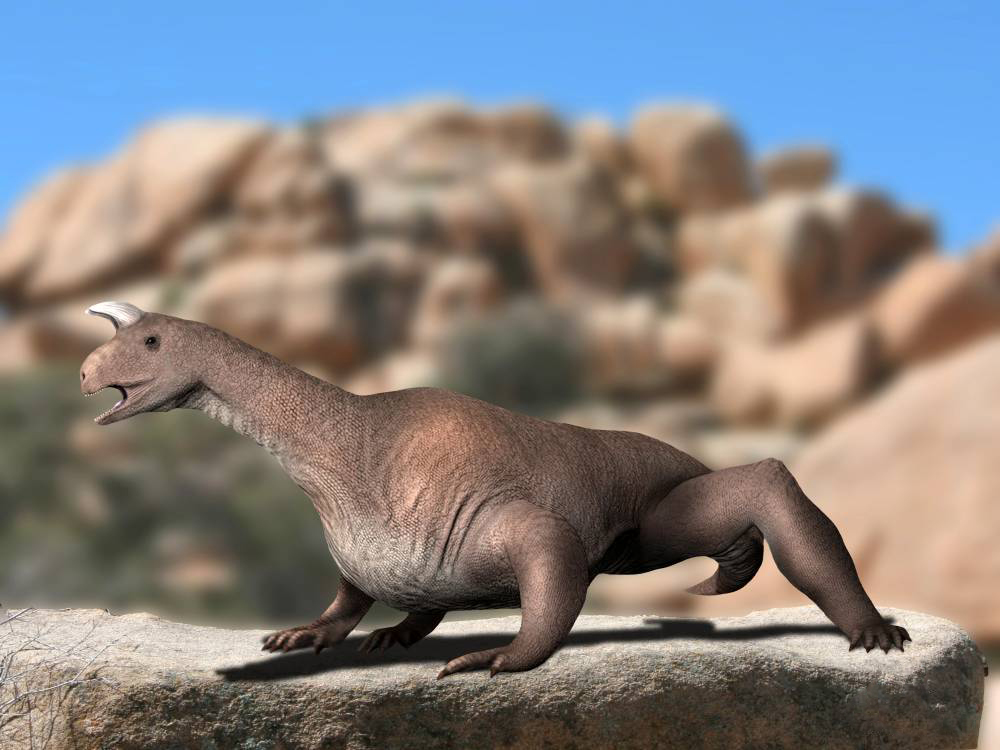
Reconstituição

Shringasaurus (que quer dizer "lagarto com chifres", do sânscrito शृङ्ग (śṛṅga), "chifre" e grego antigo σαῦρος (sauros), "lagarto") é um gênero extinto de réptil arquossauromorfo do Triássico Médio (Anísia) da Índia.

## Descrição
Shringasaurus era um quadrúpede de grande porte, com um comprimento corporal estimado de 3-4 metros
de comprimento. Os dentes do Shringasaurus são baixos e em forma de folha (lanceolados) com grandes dentículos em cada lado, semelhantes em forma aos do Azendohsaurus,Shringasaurus é mais reconhecível por seus longos chifres de sobrancelha curvas, bem como por ter um pescoço proporcionalmente mais curto e grosso do que outros azendohsaurids e espinhas neurais muito mais altas no pescoço e sobre os ombros.

## Crânio
O crânio de Shringasaurus não é completamente conhecido, mas o que é preservado indica que o crânio era pequeno e estonteante, com um focinho curto e profundo com pontas arredondadas da mandíbula e narinas ósseas fundidas em uma única abertura confluente na frente do focinho. Isso é amplamente semelhante ao crânio completamente conhecido de Azendohsaurus,mas a mandíbula inferior de Shringasaurus tem uma fita mais visível em direção à ponta em comparação com o profundo e inclinado dentário de Azendohsaurus. Os chifres de Shringasaurus se assemelham muito aos vistos em dinossauros ceratopsídeos, apesar de azendohsaurids e ceratopsídeos estarem totalmente sem relação uns com os outros. Os chifres estão presos aos ossos frontais no telhado do crânio sobre os olhos, e sentam-se em quase toda a largura do crânio. São apontados para cima e curvas para a frente do crânio, com ligeira variação de tamanho e orientação existentes entre indivíduos grandes. Indivíduos menores e mais jovens tinham chifres menores e mais gracilos, indicando que os chifres não se desenvolveram totalmente até que os animais estivessem maduros. Curiosamente, pelo menos um pequeno espécime não tem chifres inteiramente, enquanto outro espécime igualmente pequeno tem chifres pequenos, mas bem desenvolvidos. Sugere-se então que Shringasaurus era sexualmente dimórfico, e que possivelmente as fêmeas não tinham chifres. Os dentes de Shringasaurus são baixos e em forma de folha (lanceolato) com grandes denículas de ambos os lados, em forma semelhante à do Azendohsaurus, mas sem a expansão proeminente acima da raiz, como os dentes de Pamelaria. Como o crânio e as mandíbulas são incompletamente conhecidos, a contagem total de dentes de Shringasaurus é desconhecida, mas como azendohsaurus tinha quatro dentes em cada pré-maxila. Shringasaurus também tinha inúmeros dentes palatais (embora conhecidos apenas do vomer até agora), e como azendohsaurus eles são exclusivamente bem desenvolvidos como os dentes marginais ao longo da borda da mandíbula. Como eles, eles eram em forma de folha e serrilhados, mas em Shringasaurus os dentes palatais são ainda mais lanceolato do que as linhas marginais. Tais dentes palatais são incomuns, pois a maioria dos outros répteis herbívoros com eles têm dentes palatais muito mais simples, domed e dentes palatais idênticos aos das margens da mandíbula são encontrados apenas nos allokotosaurs relacionados Azendohsaurus e Teraterpeton.